# Piet de Jong (dendroloog)
Petrus Cornelis (Piet) de Jong (Hazerswoude, 24 maart 1938) is een Nederlands dendroloog. 
Hij was directeur van de Botanische Tuinen van de Universiteit Utrecht en werkte als onderzoeker op het Proefstation voor de Boomkwekerij in Boskoop. 
Hij is een van de autoriteiten op de wereld op het gebied van esdoorns.

## Biografie
Piet de Jong werd geboren op 24 maart 1938 in de Bent, een buurtschap tussen Hazerswoude en Zoeterwoude; boerenzoon, de oudste in een gezin met zes kinderen. Al op zijn zevende begon hij met het kweken van planten. De lagere school volgde hij in Hazerswoude.  In 1958 behaalde hij zijn diploma gymnasium-β aan het Bonaventura lyceum, Leiden. In 1960 ging hij studeren aan de Landbouwhogeschool Wageningen. In 1968 studeerde hij af als ingenieur in de studierichting tuinbouwplantenteelt, met keuzevakken plantensystematiek en -geografie, plantenanatomie en virologie. Daarna verrichtte hij op het Laboratorium voor Plantensystematiek en -geografie biosystematisch onderzoek naar de esdoorn Acer; eerst als promotie-assistent, vanaf 1970 als wetenschappelijk medewerker in tijdelijke dienst. Met de studie van de bloei van de esdoorn had hij zich ook voor zijn afstuderen als ingenieur al beziggehouden. De esdoorns zijn altijd De Jongs grote passie gebleven.
In 1971 werd hij onderzoeker bij het Instituut voor de Veredeling van Tuinbouwgewassen in Wageningen. Daar hield hij zich bezig met taxonomische vraagstukken bij het veredelingsonderzoek en biosystematisch onderzoek van lelies. In 1976 promoveerde De Jong op esdoorns.
In 1977 werd De Jong directeur van de Botanische Tuinen van de Universiteit Utrecht, waarvan toen ook het Von Gimborn Arboretum deel uitmaakte. Van 1988 tot 1997 was hij als sortimentsdeskundige belast met het boomteelt-praktijkonderzoek in dienst van het Proefstation voor de Boomkwekerij in Boskoop.
Ook na zijn pensionering bleef De Jong betrokken bij het Von Gimborn Arboretum.

## Proefschrift
In 1976 promoveerde Piet de Jong op een dissertatie over Flowering and sex expression in Acer L. (Bloei en geslachtsexpressie van Acer). Zijn biosystematische studie over de esdoorn verrichtte hij bij dr. H.C.D. de Wit, hoogleraar algemene plantensystematiek en -geografie en in het bijzonder die van de tropen en subtropen, en dr. J. Bruinsma, hoogleraar in de plantenfysiologie.
De studie begint met een morfologisch onderzoek, vooral van de voortplantingsorganen; de bestaande literatuur verschafte daarover geen volledig beeld. Er werden waarnemingen verricht aan meer dan duizend bomen gedurende drie tot vijf jaar, soms zelfs tien jaar. Er werden vele honderden herbarium specimens bestudeerd, vooral van niet in cultuur zijnde taxa. Er werd een studie gemaakt van de aanleg en de ontwikkeling van bloemknoppen en er werden een aantal fysiologische proeven gedaan. De taxa werden ingedeeld in vijf groepen op basis van de geslachtsexpressie. De eerste groep is een groep die dichogamie vertoont: eerst bloeien de mannelijke bloemen, dan de vrouwelijke, en dan weer de mannelijke. De Jong duidt dit aan als 'duodichogamie'. De drie volgende groepen vertegenwoordigen verschillende stadia van de ontwikkeling naar tweehuizigheid. De vijfde groep ten slotte is volledig tweehuizig.
Op basis van de bevindingen is een revisie van de classificaties binnen het geslacht Acer voorgesteld. Ten slotte werden de fylogenetische betrekkingen tussen de taxa aangeduid. 
Het proefschrift werd geïllustreerd door G.J. Langedijk.

## Esdoorns

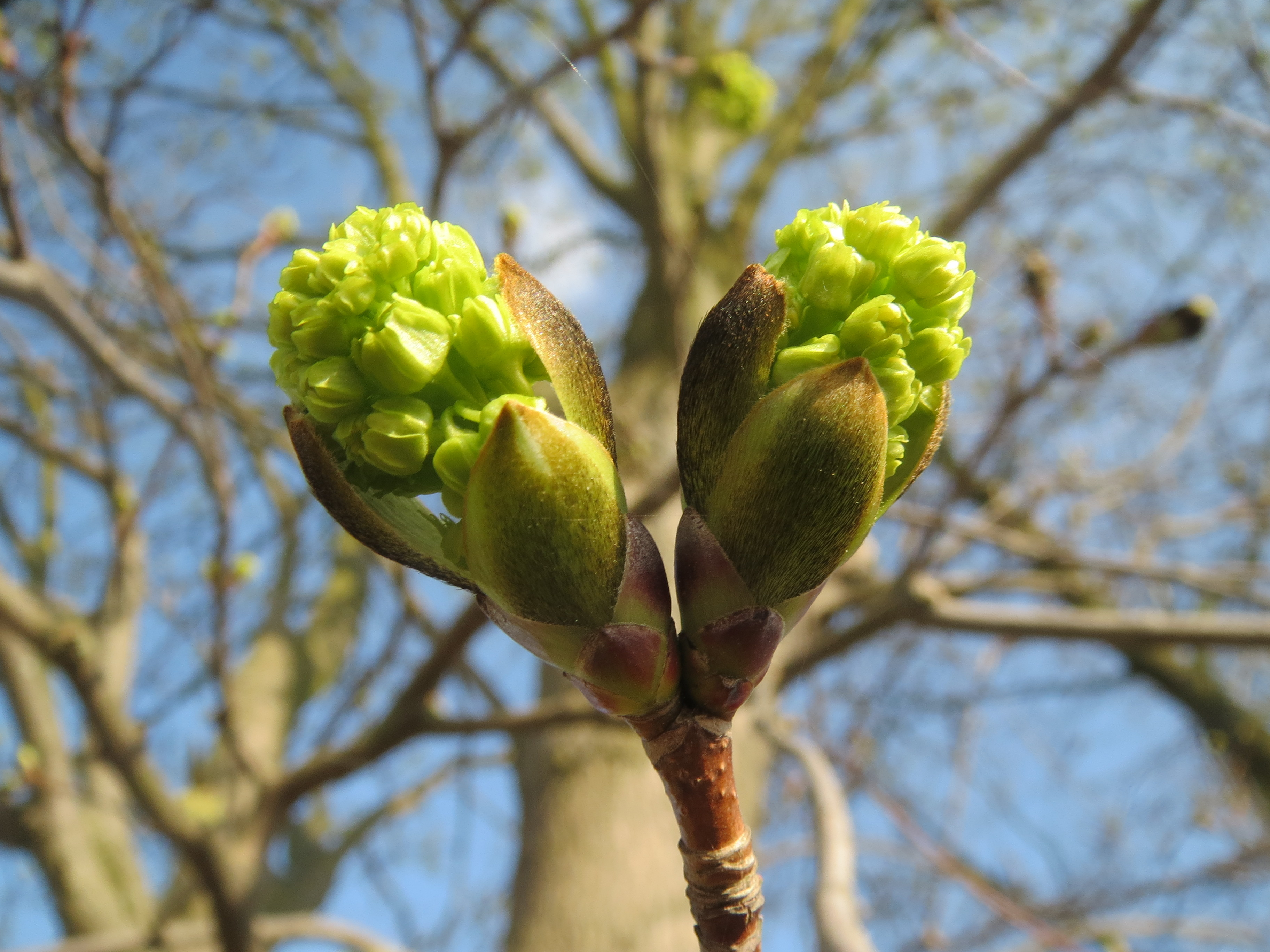
Bloeiwijze van Acer platanoides

In 1994 verscheen Maples of the World (esdoorns van de wereld), waaraan Piet de Jong werkte samen met Dick van Gelderen, Dick van Hoey Smith (foto's) en Herman Oterdoom. Het werd met veel lof ontvangen en wordt wel beschouwd als het standaardwerk op het gebied van esdoorns. Het boek werd verschillende keren herdrukt.
In 2009 leverde dr. de Jong een bijdrage aan de totstandkoming van de Red List of Maples (de “rode lijst”).
Behalve Acer is De Jong ook zeer deskundig op het terrein van Betula (berk), Euonymus (kardinaalsmuts) en Lilium (lelie).

## Onderscheidingen
- De Jong ontving in 1997 de bronzen “S.G.A. Doorenbospenning”
- In 2010 werd hij benoemd tot ere-lid van de Nederlandse Dendrologische Vereniging (NDV).[7]